# La vacanza (film 1971)
La vacanza è un film del 1971 diretto da Tinto Brass. Presentato alla Mostra del cinema di Venezia, al film venne assegnato il premio della critica per il miglior film italiano.

## Trama
Una ragazza viene rinchiusa in un manicomio dal suo amante: viene liberata per poco tempo in "licenza d'esperimento", una breve vacanza insomma. 
 Viene folgorata da un bracconiere con il quale trascorre varie peripezie e avventure, fino all'arresto. Tenta l'evasione, purtroppo, inutile.

## Produzione
La pellicola fu ambientata nel Delta del Po, con alcune sequenze nel bosco della Mesola. Il film fu girato in gran parte in presa diretta in dialetto veneto, evidenziando la performance di Vanessa Redgrave, a suo tempo apprezzata dalla stampa.

## Colonna sonora
Di particolare rilievo la colonna sonora composta da Fiorenzo Carpi. Oltre a vari brani strumentali, il compositore si trovò a dover musicare dei testi scritti da malati mentali ospiti di un ospedale psichiatrico. Le canzoni: Se io non ci sarò, Sento le gambe deboli, La voglia di scannarli tutti quanti, Gente che piange e ride, sono interpretati da Gigi Proietti e Vanessa Redgrave.